# Diaphorus blandus
Diaphorus blandus är en tvåvingeart som beskrevs av Octave Parent 1934. Diaphorus blandus ingår i släktet Diaphorus och familjen styltflugor.
Artens utbredningsområde är Kongo. Inga underarter finns listade i Catalogue of Life.